# 更新世藪犬
更新世藪犬（學名：Speothos pacivorus，意為「以無尾刺豚鼠為食的藪犬」）是已滅絕的犬科動物，是藪犬的近親。化石發現於巴西，與藪犬相比牠們的體型較大。